# Кулёвр
Кулёвр (фр. Couleuvre) — коммуна во Франции, находится в регионе Овернь. Департамент коммуны — Алье. Входит в состав кантона Люрси-Леви. Округ коммуны — Мулен.
Код INSEE коммуны — 03087.

## Население
Население коммуны на 2008 год составляло 582 человека.
| 1962 | 1968 | 1975 | 1982 | 1990 | 1999 | 2008 |
| ---- | ---- | ---- | ---- | ---- | ---- | ---- |
| 1056 | 1126 | 900  | 796  | 716  | 645  | 582  |

## Экономика
В 2007 году среди 359 человек в трудоспособном возрасте (15—64 лет) 235 были экономически активными, 124 — неактивными (показатель активности — 65,5 %, в 1999 году было 64,9 %). Из 235 активных работали 205 человек (113 мужчин и 92 женщины), безработных было 30 (13 мужчин и 17 женщин). Среди 124 неактивных 17 человек были учениками или студентами, 55 — пенсионерами, 52 были неактивными по другим причинам.

## Достопримечательности
- Церковь Сен-Жюльен (XII—XIV века). Исторический памятник
- Музей фарфора в т. н. доме Карла IX